# Gradyń
Gradyń (dawna niem. nazwa Gräden; także Grodno) – uroczysko-dawna miejscowość w Polsce położona w województwie lubuskim, w powiecie słubickim, w gminie Cybinka.
Po raz pierwszy wzmiankowany w 1229 jako własność joannitów. Na przełomie XVIII i XIX wieku majątek w rękach Jakoba von Kettwiag i jego brata Ottona. W 1828  majątek o powierzchni  490,57 ha przeszedł na rodzinę von Kubalewów, a w 1852 należał do hrabiego Brunona von Werdera. Na początku XX wieku majątek  wraz z pałacem należał do rodziny Thorer, znanej z hodowli owiec karakułów. W 1910 roku żyło tu 156 mieszkańców, a w 1939 roku  148 mieszkańców.
Po II wojnie światowej Gradyń znalazł się na terenie tzw. Ziem Odzyskanych (tzw. III okręg administracyjny – Pomorze Zachodnie). Wkrótce utworzono gromadę Gradyń w gminie Rzepin w powiecie rzepińskim w województwie poznańskim, od 1950 w województwie zielonogórskim.
Wraz z reformą administracyjną znoszącą gminy, Grodno włączono do nowo utworzonej gromady Cybinka. 1 stycznia 1959 powiat rzepiński przemianowano na słubicki.
Obecnie miejscowość nie istnieje.